# 上原浩二
もしかして
- 上原浩治

ではありませんか？